# Speak And Spell
Speak & Spell je prvi album grupe Depeche Mode. Snimljen je i izdan 1981. godine.

## O albumu
Ovo je jedini album s Vinceom Clackom kao članom sastava (napisao najviše pjesama za ovaj album), prije nego što je otišao iz banda i našao grupe kao The Assembly, Yazoo i Erasure.
Album je označen znatno toplijim tonovima i melodijama nego albumi kasnije, zato što je Vince Clarke pisao u tome stilu. Nakon što je otišao, Martin Gore preuzima pisanje pjesama. Kasniji albumi su bili mnogo tamniji nego prvi albumi.
Album je dobio naslov po nekada popularnoj igrački koja se zove Speak & Speal.

## Popis pjesama

### UK LP: Mute / Stumm 5
1. "New Life"  – 3:43
2. "I Sometimes Wish I Was Dead"  – 2:14
3. "Puppets"  – 3:55
4. "Boys Say Go!"  – 3:03
5. "Nodisco"  – 4:11
6. "What's Your Name?"  – 2:41
7. "Photographic"  – 4:44
8. "Tora! Tora! Tora!"  – 4:34
9. "Big Muff"  – 4:20
10. "Any Second Now (Voices)"  – 2:35
11. "Just Can't Get Enough"  – 3:40

### US LP/CD
1. "New Life (Remix)"  – 3:56
2. "Puppets"  – 3:57
3. "Dreaming of Me"  – 3:42
4. "Boys Say Go!"  – 3:04
5. "Nodisco"  – 4:13
6. "What's Your Name?"  – 2:41
7. "Photographic"  – 4:58
8. "Tora! Tora! Tora!"  – 4:24
9. "Big Muff"  – 4:21
10. "Any Second Now (Voices)"  – 2:33
11. "Just Can't Get Enough (Schizo Mix)"  – 6:41

### UK CD (s dodatnim pjesmama): Mute / CD Stumm 5
1. "New Life"  – 3:46
2. "I Sometimes Wish I Was Dead"  – 2:18
3. "Puppets"  – 3:58
4. "Boys Say Go!"  – 3:07
5. "Nodisco"  – 4:15
6. "What's Your Name?"  – 2:45
7. "Photographic"  – 4:44
8. "Tora! Tora! Tora!"  – 4:37
9. "Big Muff"  – 4:24
10. "Any Second Now (Voices)"  – 2:35
11. "Just Can't Get Enough"  – 3:44
12. "Dreaming of Me" (bunus pjesma) – 4:03
13. "Ice Machine" (bonus pjesma) – 4:05
14. "Shout – 3:46
15. "Any Second Now" (bonus pjesma) – 3:08
16. "Just Can't Get Enough" (Schizo mix, bonus pjesma)  – 6:44

### 2006 re-izdanje
Mute: DM CD 1 (CD/SACD + DVD) / CDX STUMM 5 (CD/SACD)
- Disc 1 je hibridni SACD/CD s multikanalnim zapisom.
- Disc 2 je DVD koji sadrži Speak & Spell u DTS 5.1, Dolby Digital 5.1 i PCM Stereo plus bonus materijal

1. "New Life"  – 3:46
2. "I Sometimes Wish I Was Dead"  – 2:18
3. "Puppets"  – 3:58
4. "Boys Say Go!"  – 3:07
5. "Nodisco"  – 4:15
6. "What's Your Name?"  – 2:45
7. "Photographic"  – 4:44
8. "Tora! Tora! Tora!"  – 4:37
9. "Big Muff"  – 4:24
10. "Any Second Now (Voices)"  – 2:35
11. "Just Can't Get Enough"  – 3:44
12. "Dreaming of Me"  – 4:03

#### Bonus Sadržaji
U DTS 5.1, Dolby Digital 5.1, PCM Stereo:
1. "Ice Machine"  – 4:05
2. "Shout"  – 3:46
3. "Any Second Now"  – 3:08
4. "Just Can't Get Enough" (Schizo mix)  – 6:44

#### Dodatni materijal
1. "Depeche Mode 80-81 (Do We Really Have To Give Up Our Day Jobs?)" (28 Minute video)

## Pjesme koje su izašle kao singlovi
1. "Dreaming of Me" (20. Veljače 1981.)*
2. "New Life" (13. Svibnja 1981.)
3. "Just Can't Get Enough" (07. Listopada 1981)

## Vanjske poveznice
- Službena remaster stranica
- Službena stranica
- Depeche Mode Hrvatska